# Beverlo
Beverlo (fr. Beverloo, niem. Beverloo, lim. Bejêvel) – dzielnica (deelgemeente) miasta Beringen w Belgii, w Regionie Flamandzkim, w prowincji Limburgia, w okręgu Hasselt. 1 stycznia 2020 roku liczyła 8713 mieszkańców. Do 31 grudnia 1976 samodzielna gmina.

## Demografia
Liczba mieszkańców, stan na 1 stycznia:
| Rok                | 1930 | 1961 | 2020 |
| ------------------ | ---- | ---- | ---- |
| Liczba mieszkańców | 3771 | 5834 | 8713 |